# Mike Powell
Mike Powell (Filadélfia, 10 de novembro de 1963) é um ex-atleta norte-americano, recordista mundial no salto em distância.
No ano de 1991 protagonizou uma prova lendária contra Carl Lewis, que ganhou e que na qual bateu o recorde mundial, atingindo a marca de 8.95 metros no salto em distância, superando o recorde do atleta Bob Beamon, de 8.90 metros, que vigorava há 23 anos.
Ele também possui o salto mais longo já realizado da História, 8,99 m, que só não é recorde mundial por ter sido obtido com vento acima de 2,0 m/s (no caso, a marca foi obtida com vento de +4.4). O feito foi realizado na altitude, em Sestriere, Itália, em 1992.